# O (Othello)
Az O (Othello) (eredeti címe: O) 2001-es amerikai romantikus filmthriller, amelyet Tim Blake Nelson rendezett. A forgatókönyvet Brad Kaaya készítette Shakespeare Othello című műve alapján. A főbb szerepekben Mekhi Phifer, Josh Hartnett és Julia Stiles. 2001. május 26-án mutatták be a Seattle Nemzetközi Filmfesztiválon, majd augusztus 31-én a nagyközönség előtt. Magyarországon 2001. december 27-től futott a mozikban.

## Cselekmény
Odin megnyeri csapatának a kosárlabda meccset, amiért később díjat is kap. A díjon azonban osztoznia kell Michael Cassióval, egy csapattársával. Az edző fia, Hugo, szövetkezni kezd Odin ellen. A fiú tudja, hogy Odin megerőszakolta a barátnőjét, Desit, amit fel akar használni ellene. 
A következő győzelem után Hugo ráveszi Michaelt, hogy töltsön több időt Desivel, és elhinti Odinban, hogy a lány megcsalja őt. Bár Odin bízik Desiben, drogozni kezd és egyre erőszakosabbá válik. Hugo manipulációja hatására Odin eldönti, hogy megöli lányt, Hugo pedig megígéri, hogy elteszi láb alól Michaelt.
Egy éjszaka Michaelt elrabolják, de a fiú ellenáll, és végül leütik. Hugo végez a sorstársával, majd Desihez indul. Ezalatt Odin úgy tesz, mintha kibékülne a barátnőjével, de végül megfojtja. Hugo barátnője, Emily, rájön, hogy Hugo mozgatta a szálakat, és leleplezi az összeesküvést. Azonban Hugo keze által halálát leli. Mikor Odin követeli, hogy miért tette mindezt, Hugo nem válaszol.
A kiérkező rendőrségnek Odin mindent bevall, majd magára fogja a fegyvert, és öngyilkos lesz, Hugót pedig őrizetbe veszik.

## Szereplők
| Szerep             | Színész         | Magyar hangja   |
| ------------------ | --------------- | --------------- |
| Odin James         | Mekhi Phifer    | Holl Nándor     |
| Hugo Goulding      | Josh Hartnett   | Moser Károly    |
| Michael Cassio     | Andrew Keegan   | n.a             |
| Desi Brable        | Julia Stiles    | Zsigmond Tamara |
| Emily              | Rain Phoenix    | n.a             |
| Roger Rodriguez    | Elden Henson    | n.a             |
| Duke Goulding edző | Martin Sheen    | Harsányi Gábor  |
| Bob Brable dékán   | John Heard      | n.a             |
| Dell               | Anthony Johnson | n.a             |

## Fogadtatás

### Kritikai visszhang
A filmet többnyire jól fogadták a kritikusok. A Rotten Tomatoeson 65%-os minősítést ért el 124 értékelés alapján, az összefoglaló szerint: „Bár az O jó szándékkal és komolyan vizsgálja a tinédzserek erőszakát, az O egy egyenetlen kísérlet, amely nem igazán sikerül.” Jay Carr a Boston Globe-tól azt írta: „O egy idő után összeomlik, de szép próbálkozás, és megérdemli a lehetőséget, hogy megnézzék.” Roger Ebert azt írta: „Egy jó film a műsor nagy részében, majd egy erős film a végén.” Rita Kempley a Washington Posttól azt írta: „Méltó, jól játszott kísérlet arra, hogy Shakespeare Othellóját a modern tizenévesek tragikus próbakövévé alakítsa.”
A Metacritic 53 pontot adott a 100-ból 26 vélemény alapján. Owen Gleiberman az Entertainment Weeklytől azt írta: „Megdöbbentő mértékben elkapja a tragikus Shakespeare-hangulatot, azt a komor, szentenciaszerű szenvedélyt, amely a becsvágy és az árulás rejtett szilánkjaiból születik.” Desson Thomson a Washington Posttól azt írta: „Egy meglehetősen hétköznapi dráma fiatal szerelemről, kosárlabdáról, kicsinyes féltékenységről és középiskolai politikáról. Ennek a filmnek van az utóbbi idők egyik leghülyébb, túlzó fináléja.”

### Bevétel adatai
A Box Office Mojo szerint a film 19,2 millió dolláros bevételt ért el, a költségvetésről nincs adat.